# Valerij Alekszejevics Legaszov
Valerij Alekszejevics Legaszov (oroszul: Валерий Алексеевич Легасов; Tula, 1936. szeptember 1. – Moszkva, 1988. április 26.)  szovjet atomfizikus és a Szovjetunió Tudományos Akadémiájának tagja volt. A csernobili katasztrófát vizsgáló bizottság vezetője.

## Életpályája
1936. szeptember 1-én született a szovjetunióbeli Tula városában polgári munkások családjában. Középiskolába Kurszkban járt. 1949 és 1954 között Moszkvában az 56-os számú iskolába járt, és aranyéremmel végzett. Az iskola azóta a nevét viseli, bronz mellszobra pedig a bejáratnál áll. Felesége Margarita Mihajlovna Legaszova, akitől két gyermeke született: Inga Legaszova és Alekszej Valerjevics. 
1961-ben a moszkvai  Mengyelejev Vegyipari és Technológiai egyetem fizikai-kémiai mérnöki karán végzett. 1962-ben csatlakozott a Kurcsatov Atomenergetikai Intézet Molekuláris Fizika Tanszékének posztgraduális iskolájához  először mint vezető kutató, végül a laboratórium vezetője. 1967-ben a Kurcsatov Intézetben, Iszaak Kikoin témavezetője mellett védte meg tézisét a nemesgáz-vegyületek szintéziséről és tulajdonságainak tanulmányozásáról. 1967-ben megszerezte a kandidátusi címet, 1972 -ben pedig kémiai doktorátust szerzett. 1976-ban a Szovjetunió Tudományos Akadémiájának levelező tagjává választották.
1978 és 1983 között a moszkvai Fizikai és Technológiai Intézet professzora volt. 
1981-ben a Szovjetunió Tudományos Akadémiájának, a Szervetlen Anyagok Fizikai Kémiai és Technológiai Tanszékének teljes jogú tagja lett.
1983-tól haláláig a Moszkvai Állami Egyetem Kémiai Karának Radiokémiai és Kémiai Technológiai Tanszékének elnöke volt. 1983-ban a Kurcsatov Atomenergia Intézet tudományos igazgatói munkájának első igazgatóhelyettese lett.
Legaszov a magas oxidációs állapotú elemekkel rendelkező új vegyületek szintézisének módszereit és tulajdonságait tanulmányozta; nukleáris és plazma technológia; energiatakarékos technológia és hidrogén energia. Az ő vezetésével tudományos iskola jött létre a szervetlen kémia legújabb részében - a nemesgázok kémiájában.
Legaszov már a csernobili katasztrófa előtt is hangsúlyozta, hogy új biztonsági módszerekre van szükség a nagy katasztrófák megelőzése érdekében.

## Csernobili katasztrófa
Az 1986. április 26-i csernobili katasztrófa idején Legaszov volt a Kurcsatov Atomenergia Intézet első igazgatóhelyettese. A katasztrófa okainak kivizsgálására és annak következményeinek enyhítésére irányuló kormánybizottság kulcsfontosságú tagja lett. Sok fontos intézkedést tett, hogy elkerülje az ismétlődő baleseteket, és tájékoztatta a kormányt a katasztrófahelyzet helyzetéről. Nem habozott beszélni tudós társaival és a sajtóval a megsemmisített üzem biztonsági kockázatairól, és ragaszkodott a közeli Pripjaty város teljes lakosságának azonnali evakuálásához. 1986 augusztusában a Nemzetközi Atomenergia-ügynökség (NAÜ) bécsi rendkívüli ülésén ismertette a szovjet delegáció jelentését. Jelentése mély elemzést mutatott a tragédia mértékének és következményeinek megvitatásakor. Legaszov öt hangfelvételt rögzített, ahol kifejtette álláspontját a Csernobilban történt eseményekről. Az utolsó kazettát Alesz Adamoviccsal rögzítették egy cikk interjújaként.

## Halála
Napra pontosan két évvel és egy nappal a baleset után, 1988. április 27-én önkezével vetett véget életének 51 éves korában, a hajnali órákban. Miután nyilvánosságra hozta a katasztrófához vezető okok vizsgálatának eredményeit, (ami szembement azzal a jelentéssel, amit a bécsi konferencián adott elő) eltávolították a Kurcsatov Intézet éléről. Legaszov felakasztotta magát moszkvai lakásának lépcsőházában (bár egyes források szerint a lakásán, mások szerint az irodájában).  A moszkvai Novogyevicsi temetőben temették el. 
Öngyilkosságának tényét illetve az utolsó, kazettára rögzített feljegyzéseit (amiben többek között Gyatlovot jelöli meg az egyik fő felelősként, de arról is szót ejt, hogy a további okok a kormányzatban keresendők) nem hagyhatták figyelmen kívül. Így megkezdődtek az általa kezdeményezett átalakítások az RBMK reaktorokban.

## Fordítás
Ez a szócikk részben vagy egészben az angol Valery Legasov Wikipédia szócikk fordítása. Az eredeti szócikk szerkesztőit annak laptörténete sorolja fel.